# Slobozia
Slobozia je město v rumunském Valašsku, v jeho východní části. Je hlavním městem župy Ialomița. V roce 2011 zde žilo 45 891 obyvatel.

## Charakter města
Slobozia je centrem velmi úrodné zemědělské oblasti – nachází se totiž uprostřed rozsáhlé nížiny. Vznikla zde i jako turistická atrakce malá kopie Eiffelovy věže. Její název má slovanský původ, pochází ze slova sloboda. Když totiž město vzniklo, tak pod příslibem osvobození od některých daní sem byli přilákáni rolníci.